# NGC 451
NGC 451 (другие обозначения — IC 1661, KUG 0113+328B, MCG 5-4-11, ZWG 502.19, MK 976, PGC 4594) — спиральная галактика (Sc) в созвездии Рыбы. Открыта Эдуардом Жан-Мари Стефаном в 1881 году с помощью рефракторного телескопа в Марселе вместе с двумя другими объектами: NGC 449 и NGC 453, причем координаты были им определены с микрометрической точностью. Описывается Дрейером как «очень тусклый, очень маленький, круглый объект, чуть более яркий в середине».
Эта галактика вместе с NGC 447 и NGC 449 образует группу галактик (NGC 507), причём с NGC 449 наблюдается значительное приливное взаимодействие.
NGC 451 имеет некоторые проблемы идентификации, так как в этой области неба находится много тусклых объектов. Судя по всему, объект NGC 451 соответствует объекту IC 1661.
Этот объект входит в число перечисленных в оригинальной редакции «Нового общего каталога».